# Paulo Menezes
Paulo Menezes (sinh ngày 14 tháng 7 năm 1982), hay Paulinho, là một cầu thủ bóng đá từ Brasil thi đấu ở vị trí hậu vệ phải cho FC Schaffhausen.